# Тормозное нажатие
Тормозное нажатие — сила, с которой тормозные колодки прижимаются к колесу локомотива или вагона. Измеряется в тоннах на ось.
Сила трения между колесом и тормозной колодкой зависит от коэффициента трения и величины нажатия:
{\displaystyle B=K\varphi _{K}},
где B — сила трения;

K — сила нажатия;

φK — коэффициент трения.
Коэффициент трения для определённого типа тормозной колодки — величина не постоянная и зависит от скорости движения поезда и удельного давления колодки на колесо. Для того, чтобы исключить зависимость коэффициента трения от силы нажатия, при проведении тормозных расчётов используется условно принятое расчётное тормозное нажатие КP. Коэффициент трения для расчётного нажатия называется расчётным коэффициентом трения φKP. По мере снижения скорости поезда коэффициент трения увеличивается. Величины расчётного нажатия для различных типов локомотивов, вагонов и их загрузки, материала колодок приведены в таблицах, величины расчётных коэффициентов трения вычисляются для интервалов скоростей.
Отношение суммарного расчётного нажатия к весу поезда называется расчётным тормозным коэффициентом:
{\displaystyle \vartheta _{P}={\frac {\mathrm {\Sigma } K_{P}}{P+Q}}},
где ϑP— расчётный тормозной коэффициент;

Р — вес локомотива;

Q — вес вагонов поезда.
Расчётный тормозной коэффициент характеризует обеспеченность поезда тормозным нажатием. Величина тормозного нажатия на 100 т веса поезда численно равна расчётному тормозному коэффициенту, выраженному в процентах. Поезд должен быть обеспечен тормозным нажатием согласно нормы для его категории.
В расчётах, где учитывается применение экстренного торможения, расчётный тормозной коэффициент принимается равным его полному значению. Если учитывается применение полного служебного торможения, расчётный тормозной коэффициент принимается равным 0,8 его расчётной величины.